# Coupe des Pays-Bas de football 1924-1925
Navigation
Coupe des Pays-Bas 1920-1921 Coupe des Pays-Bas 1925-1926
La Coupe des Pays-Bas de football 1924-1925, nommée la KNVB Beker, est la 23e édition de la Coupe des Pays-Bas.

## Déroulement de la compétition
Tous les tours se jouent en élimination directe. À chaque tour, un tirage au sort est effectué pour déterminer les adversaires.

## Finale
La finale se joue le 1er juin 1925 à Utrecht, le ZFC (Zaanlandsche FC) bat le Xerxes Rotterdam  5 à 1 et remporte son premier titre.